# Tükörmedence

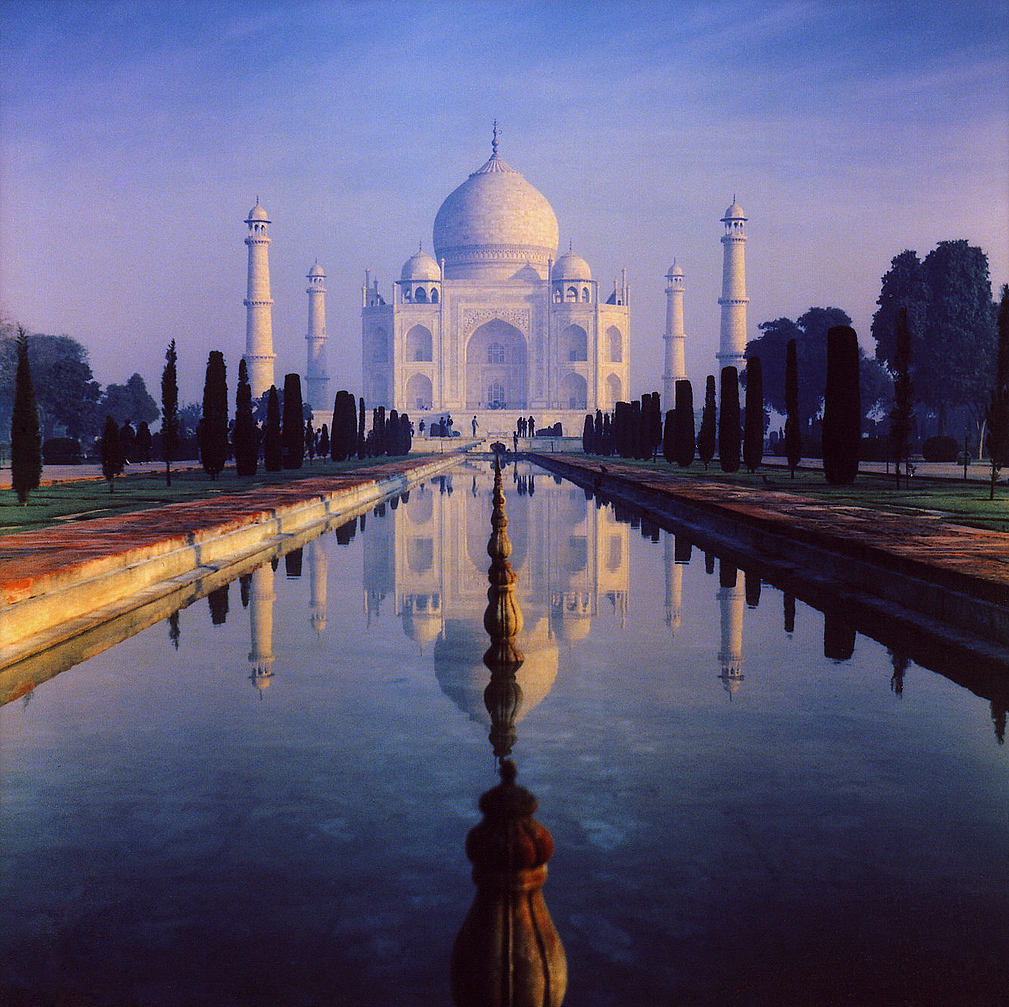
A Tádzs Mahalt visszatükröző medence.

A tükörmedence olyan medence, amelynek funkciója környezetének visszatükrözése; gyakran emlékművek része. Sokszor úgy biztosítják, hogy vize hullámmentes legyen és így alkalmasabb a tükrözésre, hogy a víz a széleken némileg mélyebb, mint középen.
Híres tükörmedencék:
- Tádzs Mahal, Agra, India
- A Lincoln-emlékmű tükörmedencéje az Alkotmány-kertekben (Constitution Gardens), a Lincoln-emlékmű és a Washington-emlékmű között, Washingtonban.
- A King-központ (The King Center) a georgiai Atlantában, Dr. Martin Luther King, Jr. emlékére.
- Oklahoma City Nemzeti Emlékműve (Oklahoma City National Memorial) az oklahomai robbantás helyszínén.
- Medence a Notre Dame Egyetemnél.
- A los angelesi Hollywood Bowlnak az 1950-es évektől az 1970-es évekig szintén volt tükörmedencéje, a színpad előtt.[1]

## Galéria

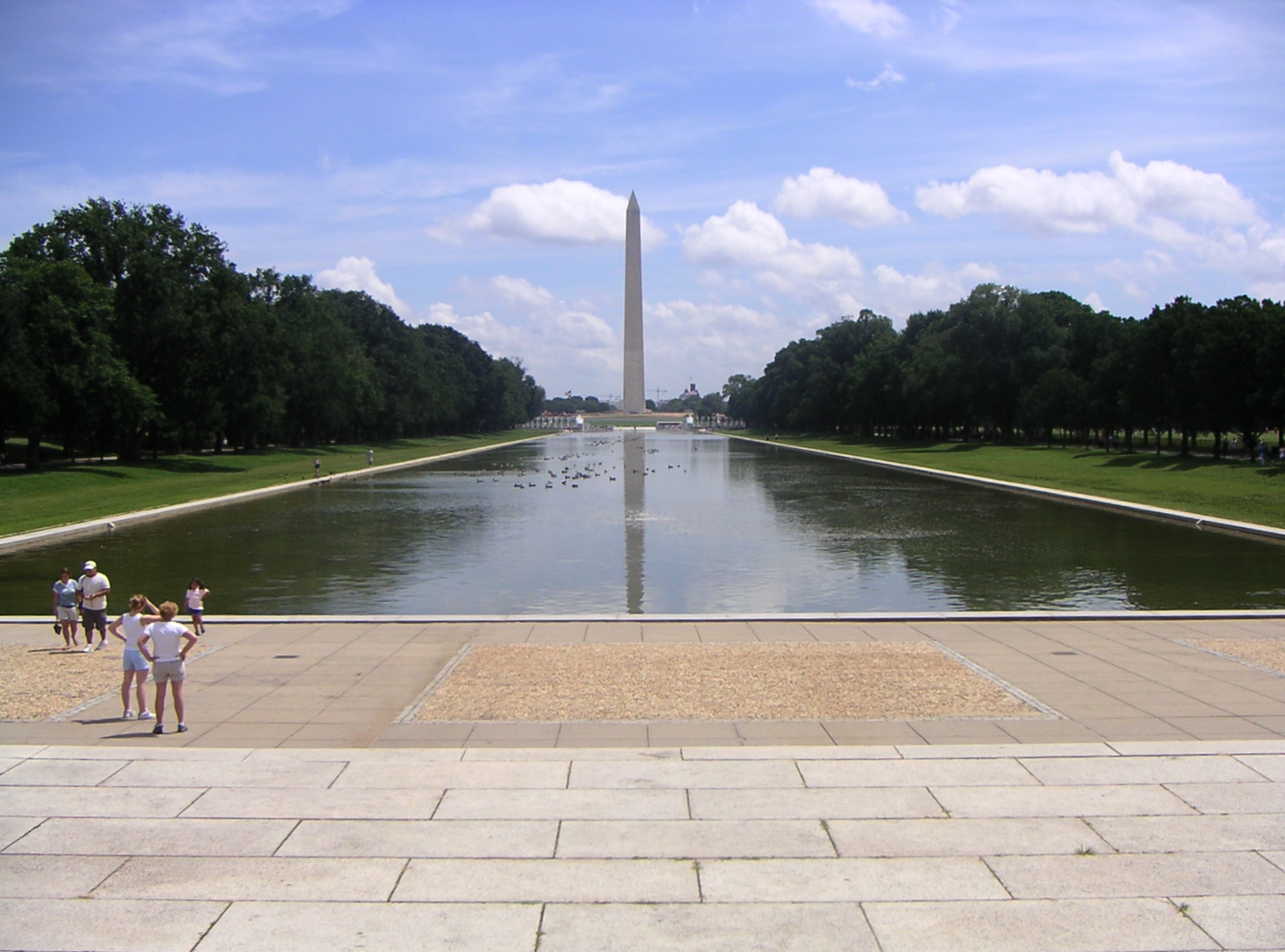
A Lincoln-emlékmű és a Washington-emlékmű közti híres medence (Washington).
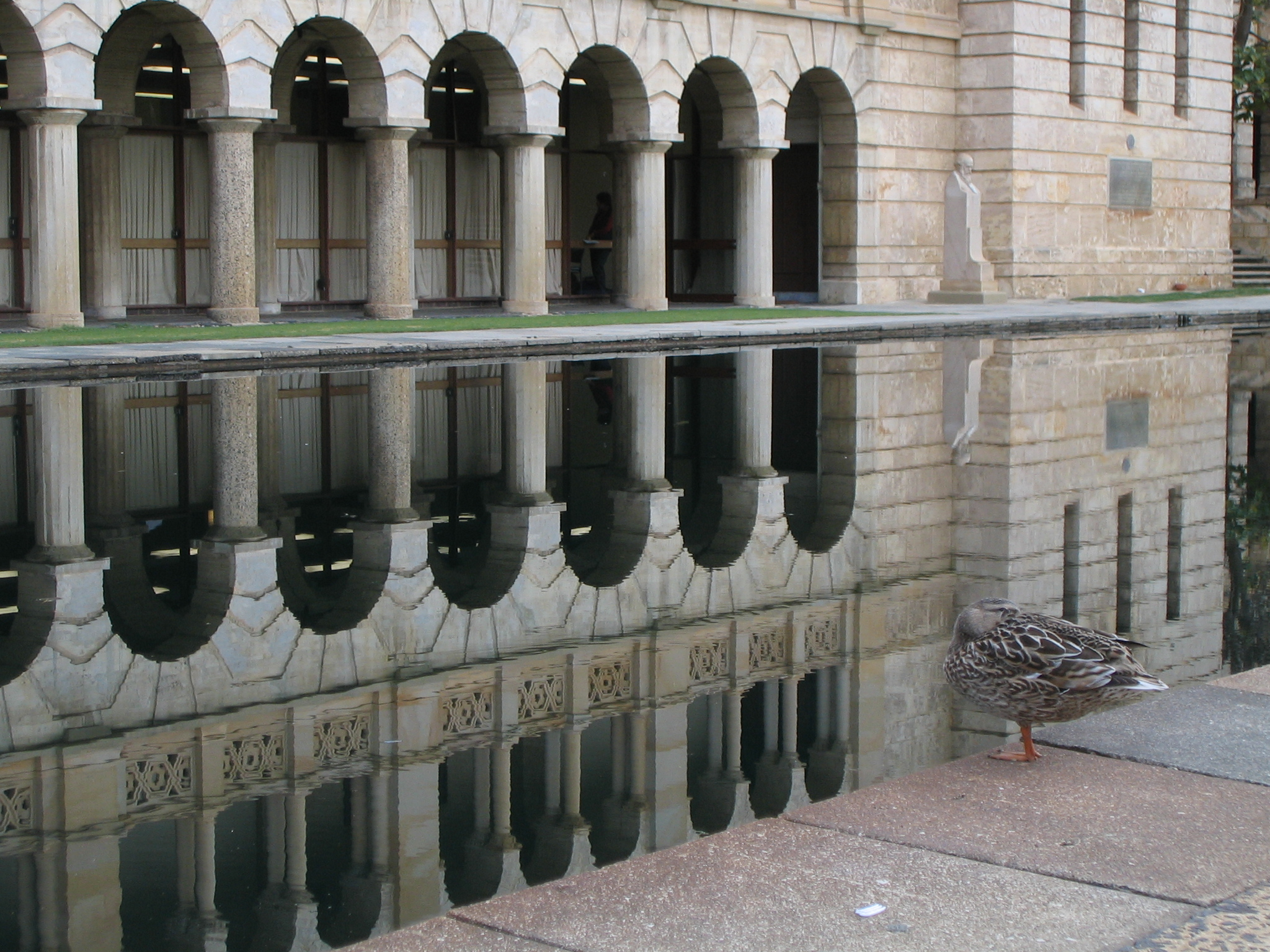
A Nyugat-Ausztráliai Egyetem medencéje.
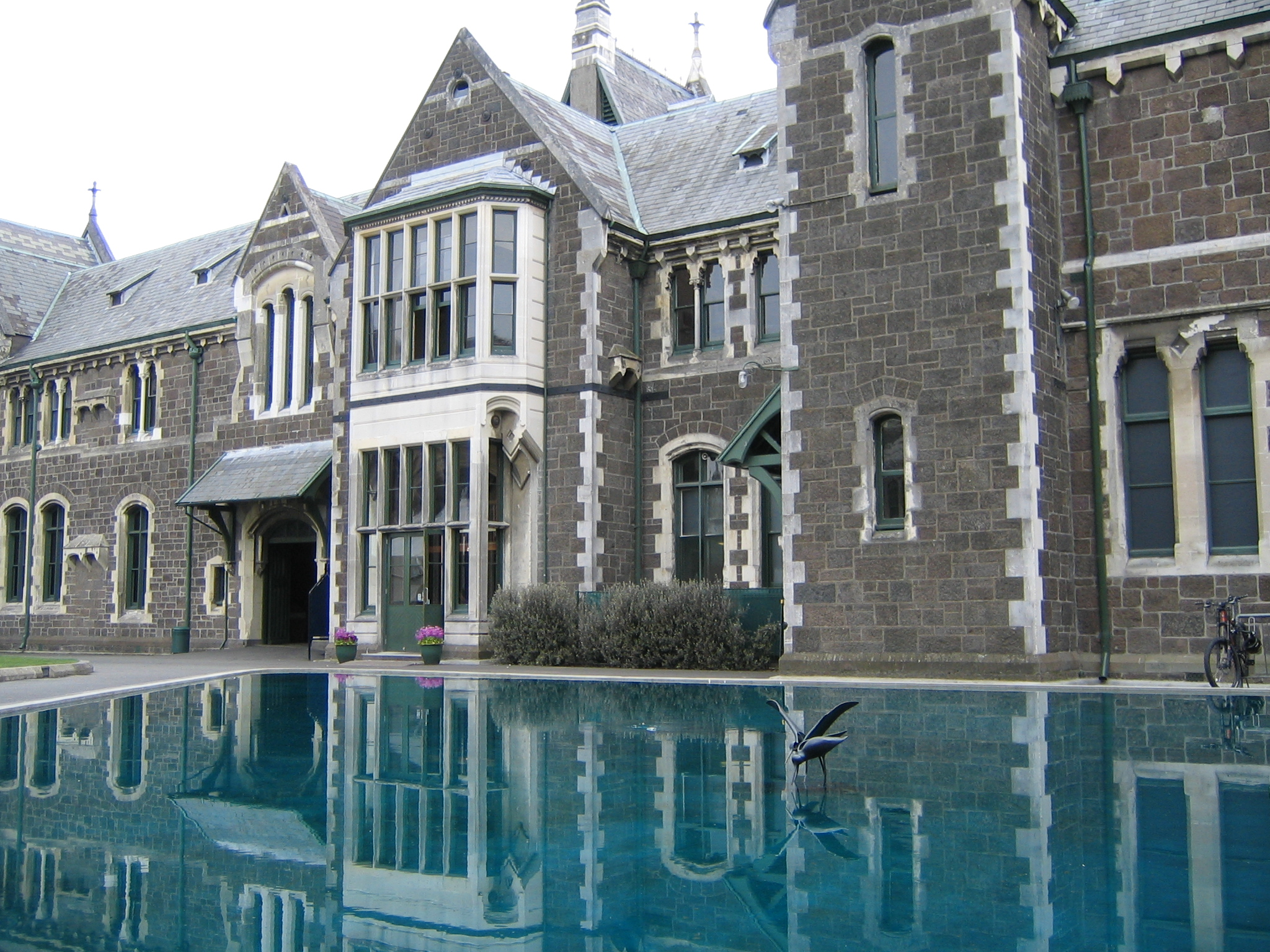
Pond at the Arts Centre, Christchurch, Új-Zéland.
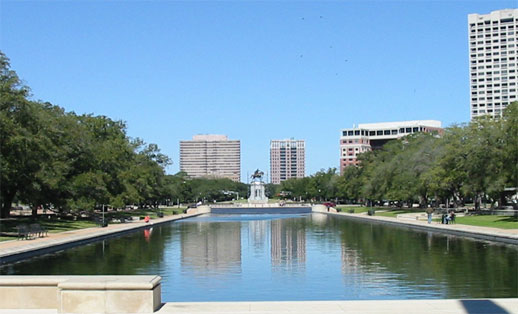
Hermann Park, Houston, Texas.
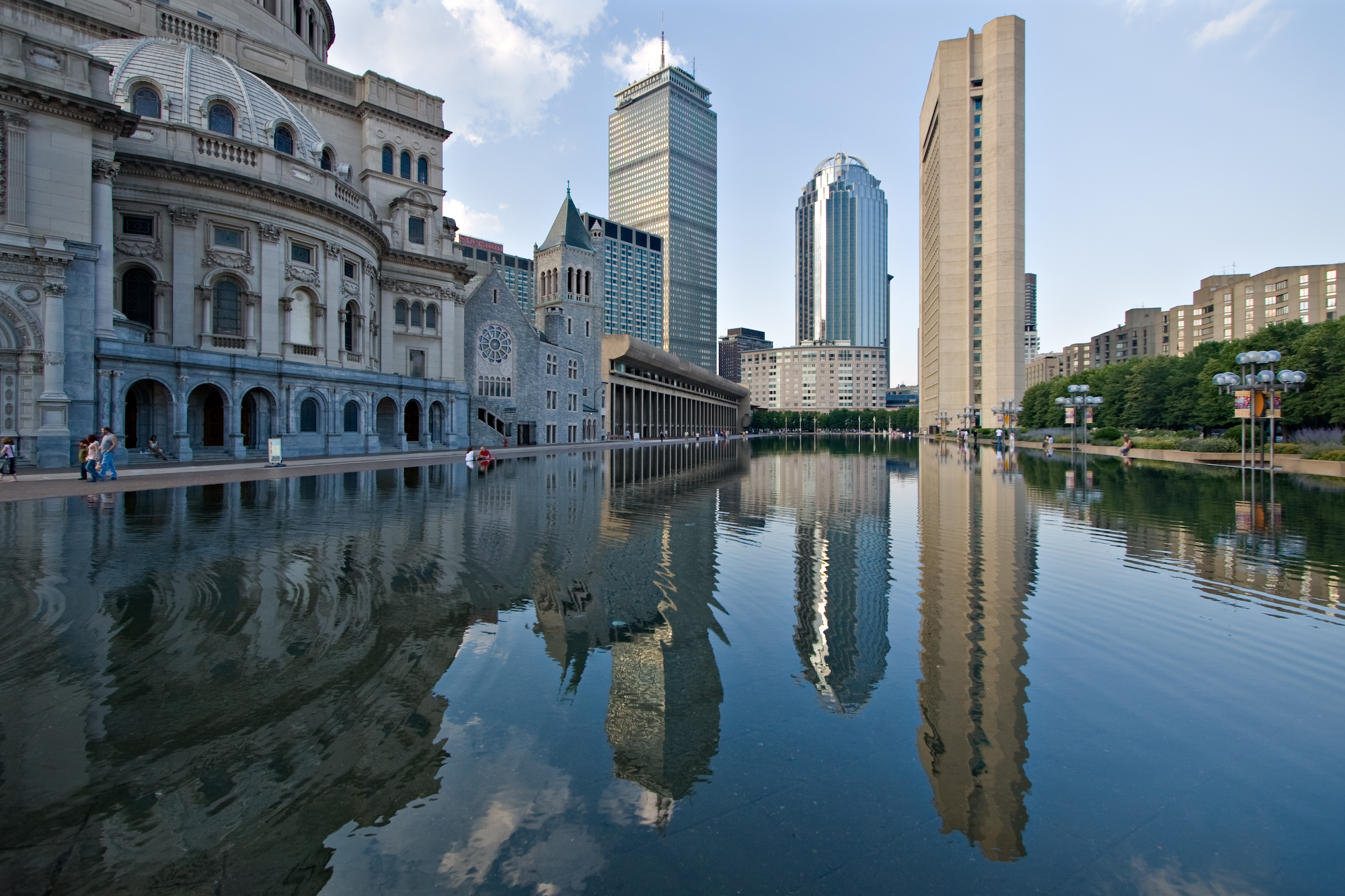
Christian Science Church, Boston.
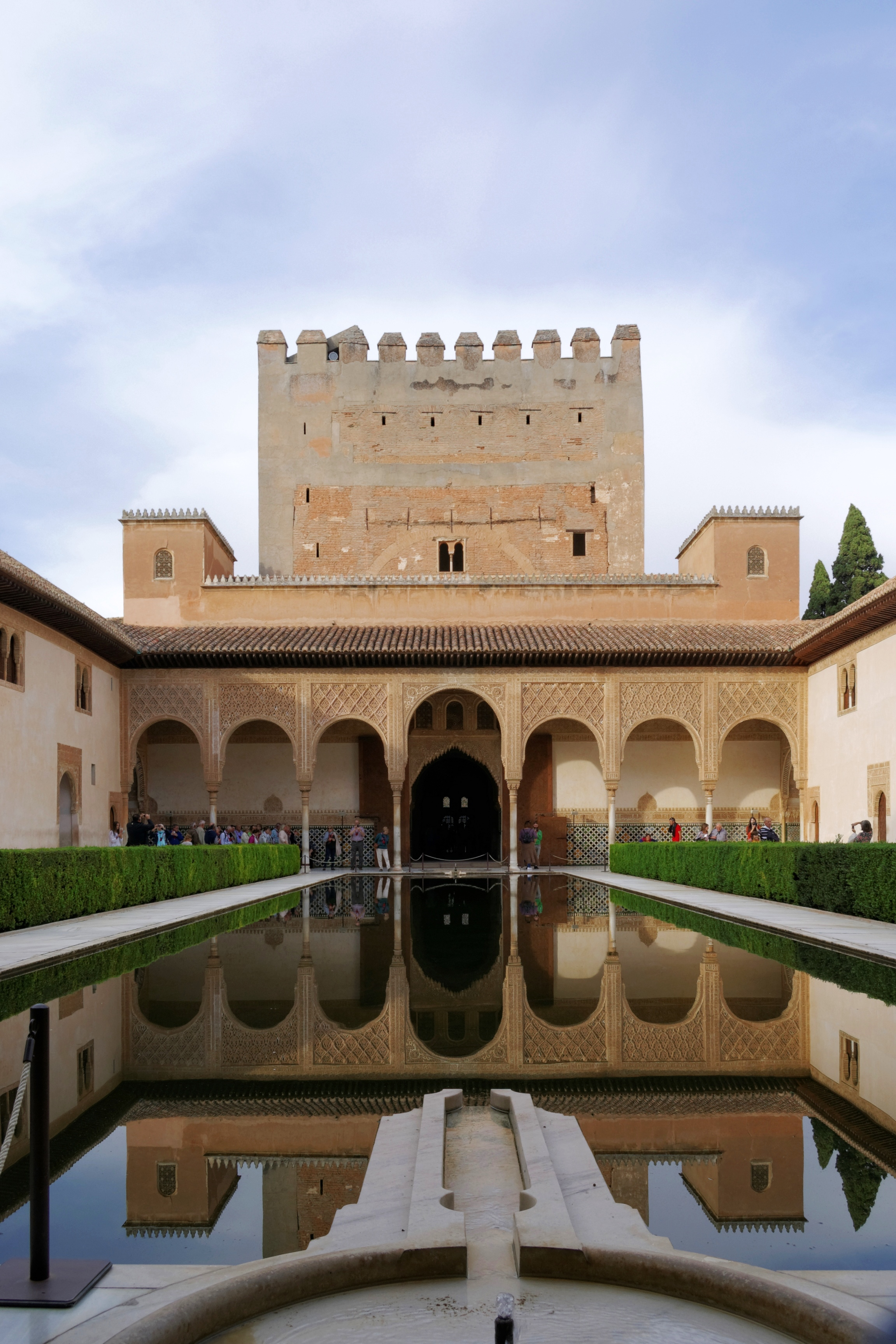
Az Alhambra a spanyolországi Granadában.

## Fordítás
Ez a szócikk részben vagy egészben  a   Reflecting pool című angol Wikipédia-szócikk ezen változatának fordításán alapul.  Az eredeti cikk szerkesztőit annak laptörténete sorolja fel. Ez a jelzés csupán a megfogalmazás eredetét és a szerzői jogokat jelzi, nem szolgál a cikkben szereplő információk forrásmegjelöléseként.